# Asterocheres bimbarrensis
Asterocheres bimbarrensis is een eenoogkreeftjessoort uit de familie van de Asterocheridae. De wetenschappelijke naam van de soort is voor het eerst geldig gepubliceerd in 2006 door Bispo, Johnsson & Neves.